# Кломниці
Кломніце (пол. Kłomnice) — село в Польщі, у гміні Кломниці Ченстоховського повіту Сілезького воєводства.
Населення — 2868 осіб (2011).
У 1975-1998 роках село належало до Ченстоховського воєводства.

## Демографія
Демографічна структура станом на 31 березня 2011 року:
|          | Загалом | Допрацездатний вік | Працездатний вік | Постпрацездатний вік |
| -------- | ------- | ------------------ | ---------------- | -------------------- |
| Чоловіки | 1369    | 232                | 959              | 178                  |
| Жінки    | 1499    | 243                | 888              | 368                  |
| Разом    | 2868    | 475                | 1847             | 546                  |